# ラザーン・ザイトゥーナ
ラザーン・ザイトゥーナ (アラビア語: رزان زيتونة; Razan Zaitouneh, または Zeitunah, 	1977年4月29日 - ) は、シリアの人権派弁護士で市民社会活動家。シリアの民衆蜂起に積極的に関与し、政府から外国人工作員として告発され、夫が逮捕されたために身を隠していた。ザイトゥーナは、地域調整委員会シリアのために、シリアにおける人権（英語）を文書化した。ザイトゥーナは2013年12月9日におそらくジャイシュ・アル・イスラムによって誘拐された。彼女の運命は不明のままであり、殺害された疑いがある。

## 受賞
- 2011年 思想の自由のためのサハロフ賞
- 2011年 アンナ・ポリトコフスカヤ賞[6]
- 2012年 ベルリンでの思想の自由に対するイブン・ルシュド賞
- 2013年 国際勇気ある女性賞